# بسته گوگل
بسته گوگل (به انگلیسی: Google Pack) یک مجموعه از ابزارهای نرم‌افزاری است که به شکل بایگانی شده در یک مجموعه بوده و توسط شرکت گوگل به شکل دانلود عرضه می‌شود. این بسته گوگل فقط قابل استفاده بر روی سیستم عامل‌های ساخته شده توسط مایکروسافت بود تا اینکه سرانجام در سال ۲۰۱۱ گوگل اعلام کرد که از این پس، نرم‌افزارهای این بسته، از سیستم عامل مک نیز پشتیبانی خواهند کرد.

## برنامه‌های کاربردی

### با نشان گوگل
- گوگل دسکتاپ
- پیکاسا
- نوار ابزار گوگل برای اینترنت اکسپلورر
- گوگل ارت
- گوگل تاک ابزاری برای فرستادن و دریافت پیام‌هی فوری با قابلیت VoIP
- پخش‌کننده ویدئو گوگل
- گوگل کروم

### نرم‌افزارهای مک
- Google Quick Search Box
- Earth
- Picasa for Mac
- SketchUP
- Notifier For mac
- Picasa Web albums uploader
- Toolbar for firefox